# Piazza Giacomo Matteotti (Marino)
Piazza Giacomo Matteotti è una storica piazza principale della città di Marino, in provincia di Roma, nell'area dei Castelli Romani. Vi prospettano l'ottocentesco Palazzo Matteotti, Palazzo Capri, le torri rotonde della Rocca Frangipane e dagli anni sessanta al centro della piazza è stata collocata la famosa fontana dei Quattro Mori, protagonista del "miracolo delle fontane che danno vino" durante la sagra dell'uva.
In età romana, sotto la parte settentrionale della piazza sorgeva una cisterna idrica che riforniva probabilmente il municipium di Castrimoenium, collocato nei pressi dell'attuale centro storico di Marino. Sulla cisterna sorse poi, attorno alla fine dell'XI secolo, la Chiesa di Santa Lucia che oggi è adibita a sede del Museo Civico Umberto Mastroianni.
Con l'espansione urbanistica del castello tra XII e XIII secolo, sul luogo oggi occupato dalla piazza venne edificata la Rocca Frangipane, primo fortilizio di Marino, che sorgeva nel punto più alto dell'altura del castello, a quota 371 m s.l.m.. La Rocca divenne molto probabilmente la residenza dei feudatari durante i loro soggiorni a Marino: tra gli altri occupanti, possiamo ricordare la beata Giacoma de Settesoli, amica di San Francesco d'Assisi. La Rocca dominava l'accesso a Marino dalla via Maremmana, ovvero in direzione di Grottaferrata, Frascati, Rocca di Papa, Castel Gandolfo ed Albano Laziale: per questo ancora oggi quella zona è chiamata in dialetto marinese  'a Porta.
Nel corso del XVI e poi nel XVII secolo Marino fu oggetto di un grande piano di risanamento urbanistico voluto dalla famiglia Colonna: i resti della Rocca Frangipane, la cui funzione militare era ormai venuta meno, vennero rasi al suolo e venne creato lo spiazzo che oggi costituisce la piazza. Il suo nome era piazza della Porta, in ricordo dell'antico accesso al castello. Dell'antica Rocca rimasero in piedi solo tre torrioni rotondi: uno è stato inglobato alla fine del XIX secolo nel complesso di Palazzo Matteotti; un altro oggi in luce fino al 1944 era inglobato in un edificio, distrutto dai bombardamento anglo-americani; un terzo torrione è sempre stato visibile nella parte occidentale della piazza.
Tra il 1881 ed il 1884 venne costruito Palazzo Matteotti, come nuova sede municipale: e tale funzione rimase al palazzo fino al 1916, data in cui il Comune si trasferì nella più prestigiosa sede di Palazzo Colonna. Negli anni '70 del XIX secolo venne anche compiuto Palazzo Capri.
Dopo la prima guerra mondiale in piazza venne eretto il Monumento ai Caduti, opera di Ettore Ferrari: nel bombardamento anglo-americano del 2 febbraio 1944 il monumento andò distrutto insieme a numerosi edifici prospettanti sulla piazza. Al posto del monumento, nel 1979 venne collocato il Monumento alla fratellanza dei popoli di Paolo Marazzi.

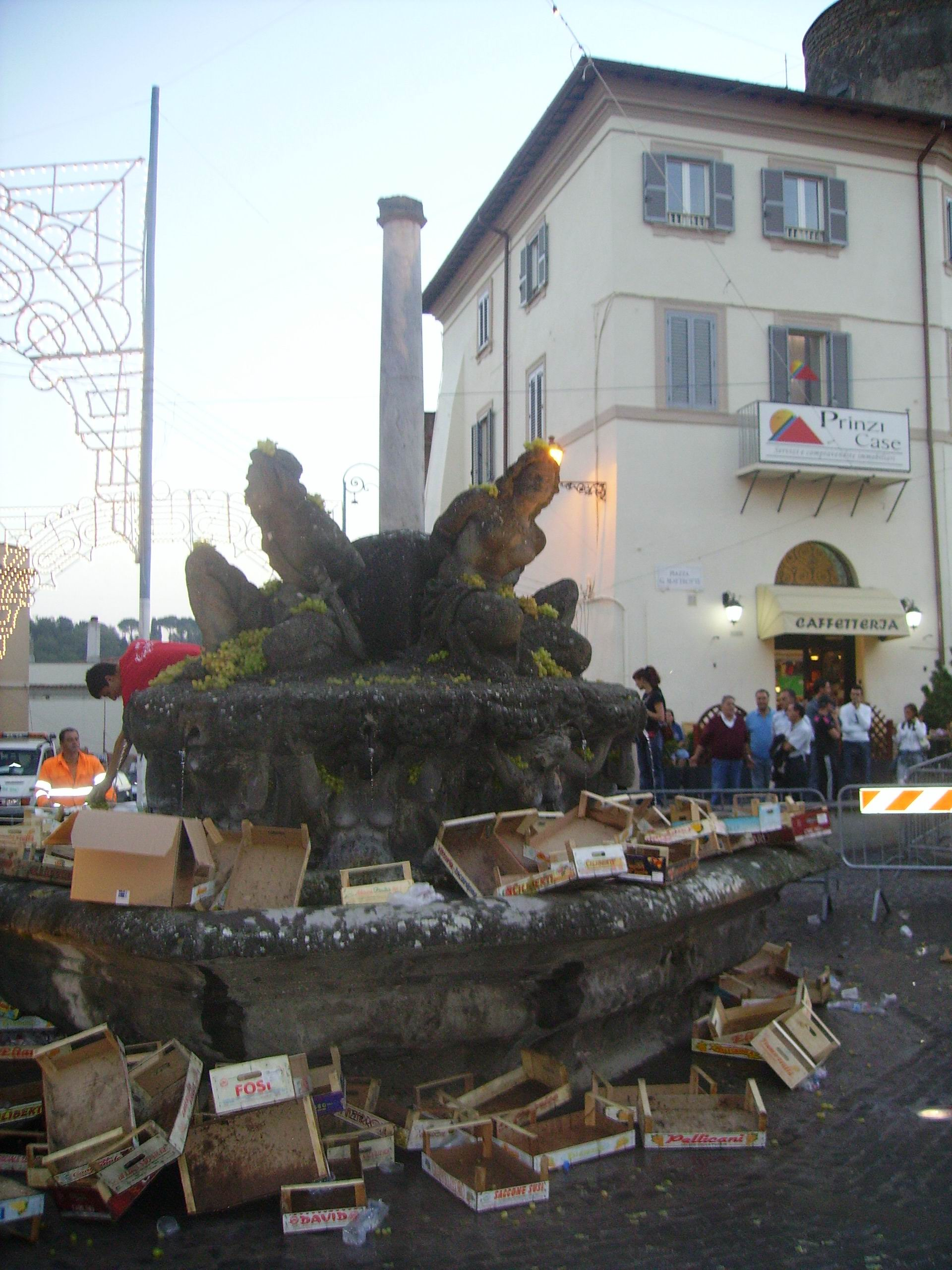
La fontana dei Quattro Mori subito dopo il "miracolo delle fontane che danno vino" durante la Sagra dell'Uva 2007.
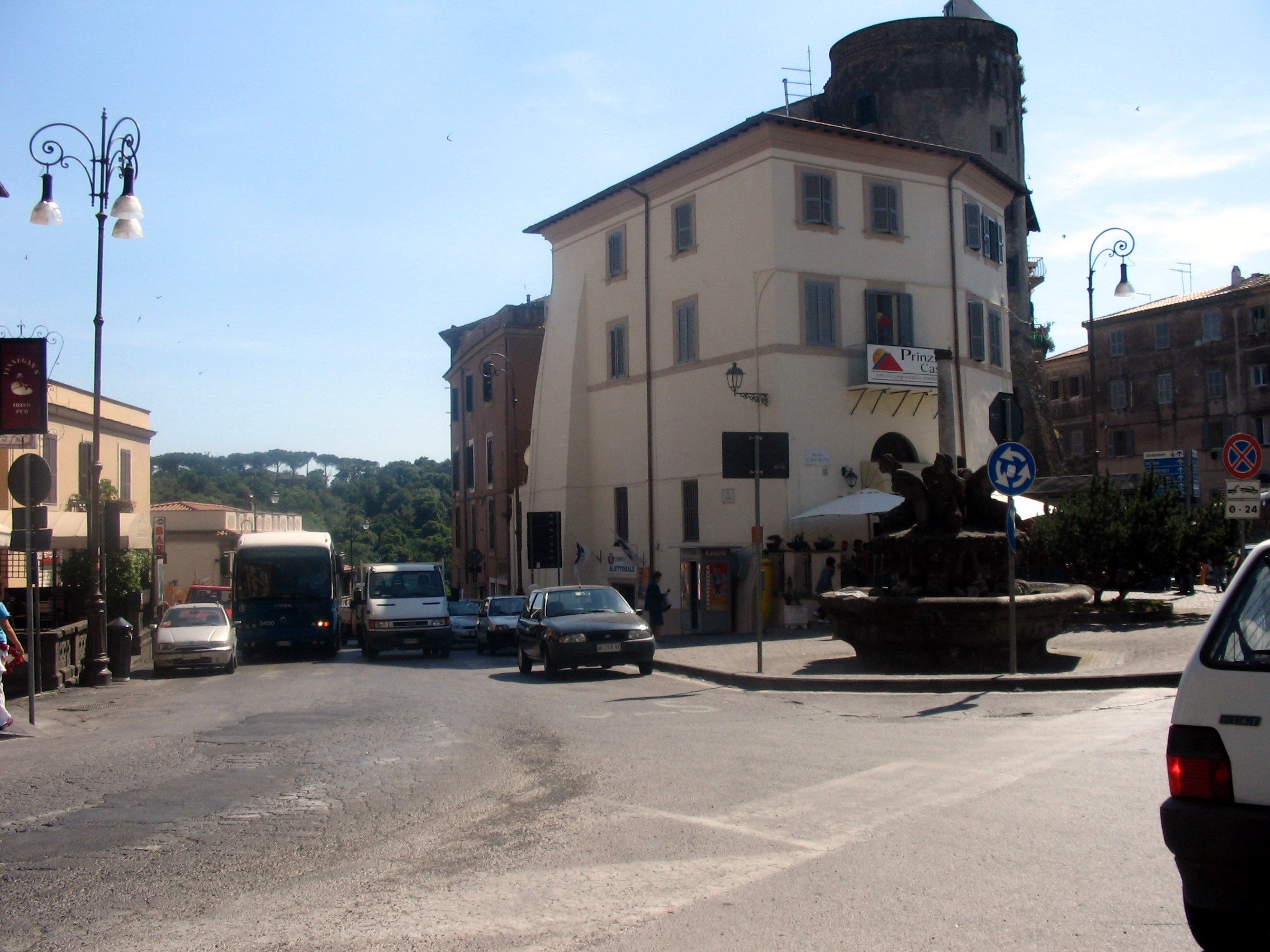
Uno scorcio di piazza Giacomo Matteotti in un momento di quiete.
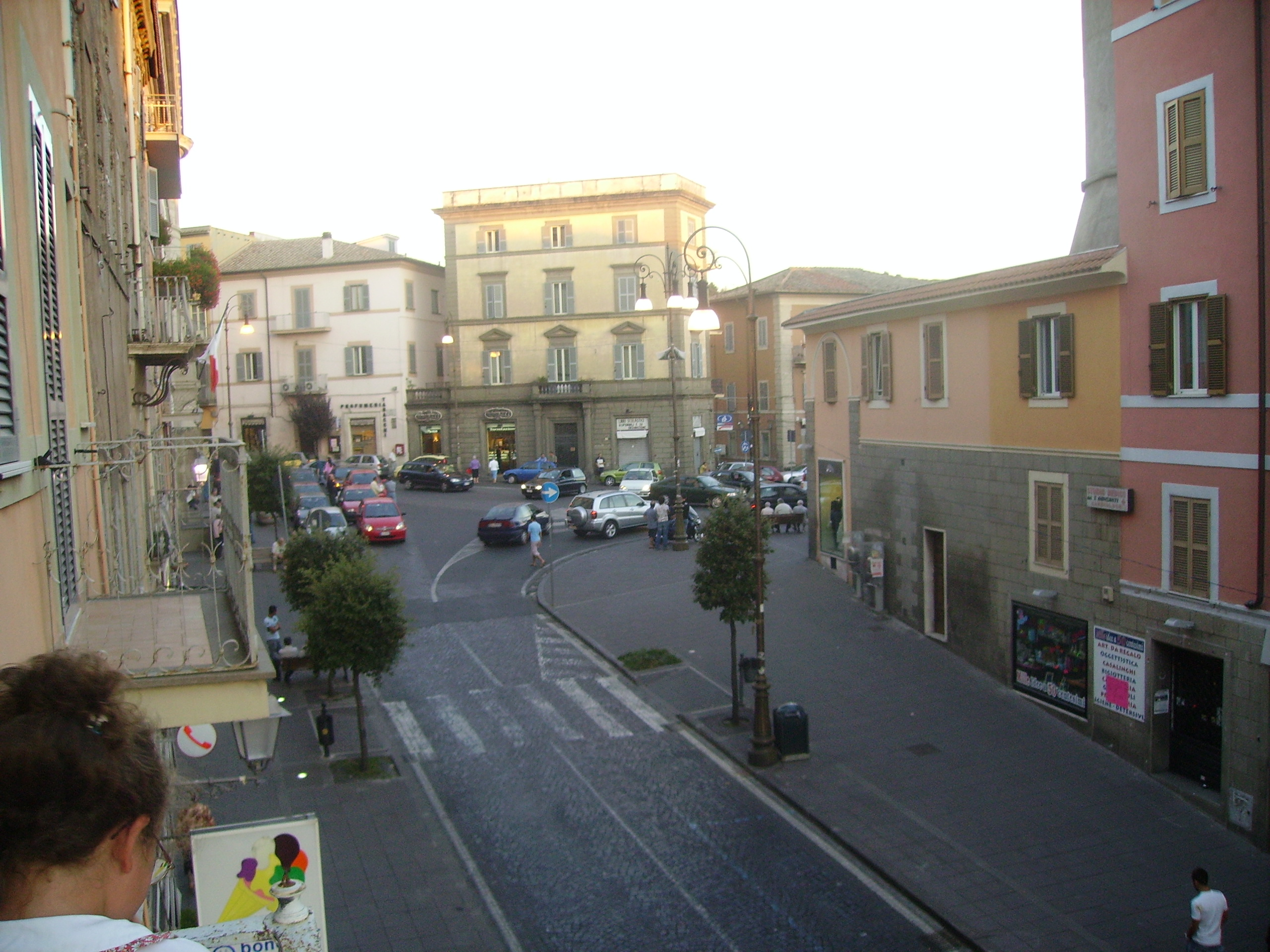
Uno scorcio di piazza Giacomo Matteotti da Corso Trieste.
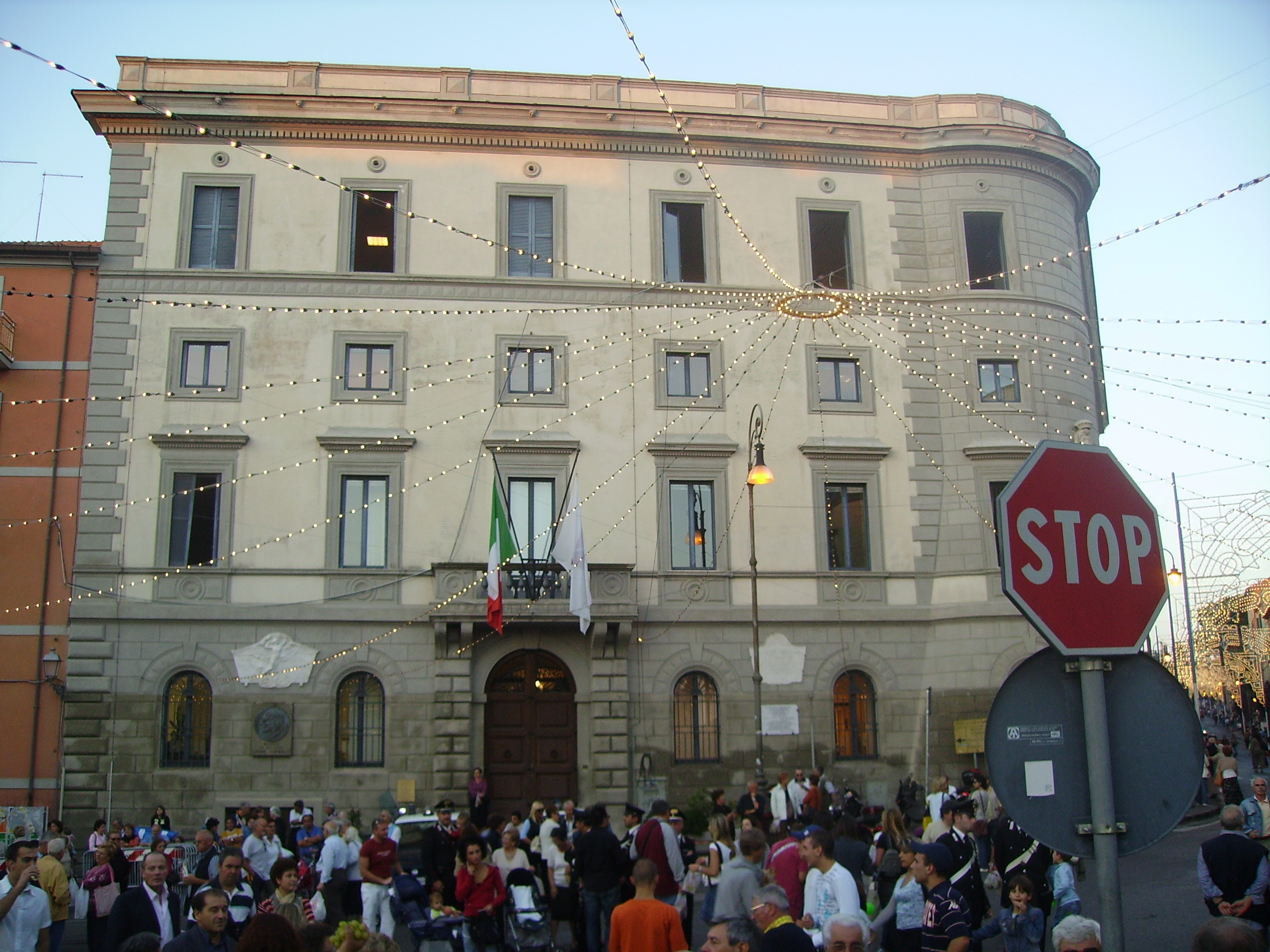
Palazzo Matteotti.
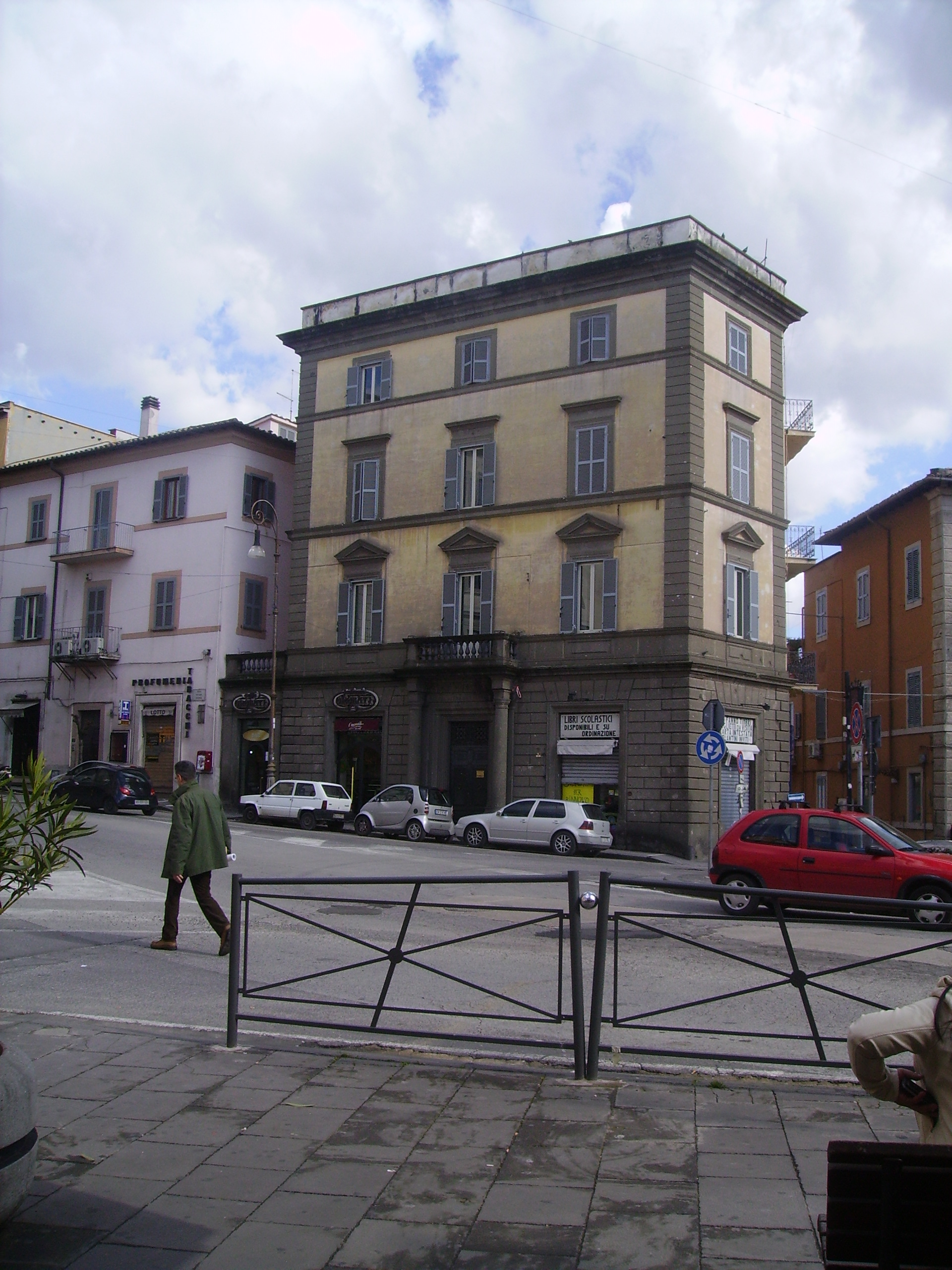
Palazzo Capri.